# Eora

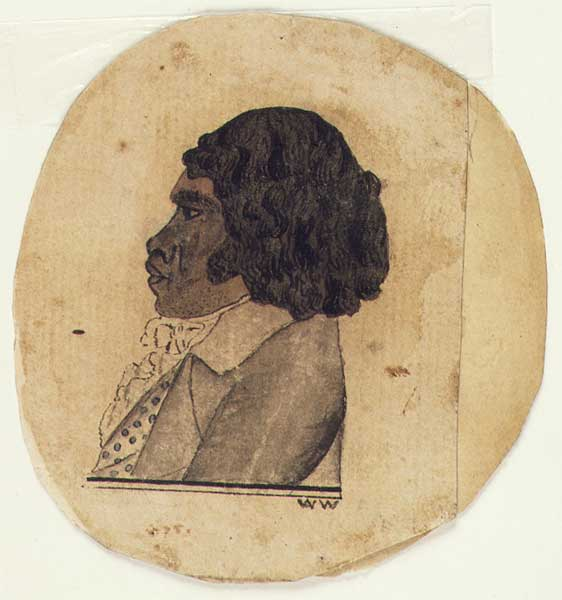
Retrato de Bennelong, un importante hombre Wanegal del pueblo Eora durante los primeros años de la colonización de Australia.

Los Eora (también conocidos como Ea-ora, Iora, Yo-ra) son un grupo de aborígenes australianos que fueron unificados bajo una misma lengua, fuertes lazos tribales y sobrevivieron como habilidosos cazadores-pescadores-recolectores en grupos familiares y clanes esparcidos a lo largo de la región costera de lo que hoy en día es conocido como la cuenca de Sídney, en Nueva Gales del Sur, Australia. Su territorio tradicional se extiende desde el río Georges y Botany Bay en el sur, hasta Port Jackson, al norte de Pittwater en la desembocadura del río Hawkesbury, y al oeste a lo largo del río Parramatta.
Los aborígenes se identifican a sí mismos como Eora, palabra que significa simplemente "el pueblo", una palabra que proviene de Ee (sí) y ora (aquí, o este lugar). La lengua de este grupo también es llamada Eora.
Con una herencia tradicional que se extendía por miles de años, aproximadamente el 70 por ciento de los Eora murieron en el siglo diecinueve como resultado de la viruela, otros patógenos y virus y la destrucción de sus fuentes naturales de comida. Sus descendientes sobreviven, aunque sus idiomas, sistema social, forma de vida y tradiciones se han perdido en su mayoría. 

## Etimología
La palabra Eora (algunas veces escrita Iora o Iyora) es pronunciada ‘yura’. Esta palabra es derivada de las palabras 'aquí' o 'lugar', y significa "el pueblo".

## Clanes
Los Eora se agrupan por lo general en tres clanes principales; los pueblos Cadigal, Wanegal, y Cammeraygal. Existe evidencia de que los Wallumedegal, Burrmattagal, Boregegal, Cannalgal, Birrabirrigal y Gorualgal también sean Eora. Otros grupos relacionados que viven en sus fronteras son el pueblo Tharawal en el sur y el pueblo Darug en el noroeste.
Los Cadigal son los dueños tradicionales de las tierras del interior de la región de la ciudad de Sídney.  Sus tierras ancestrales y aguas se encuentran al sur de Port Jackson, extendiéndose desde South Head hasta Petersham. Las personas descritas por los Eora probablemente eran Cadigal, la tribu aborigen de la región interior de Sídney en 1788 cuando llegaron al continente los primeros colonos europeos. La frontera occidental del clan Cadigal está aproximadamente en la península de Balmain.
El territorio tradicional de los Wanegal comienza en Goat Island y se extiende hacia el oeste pasando por Concord hasta la ciudad que hoy en día es conocida como Parramatta, e incluye partes del Lane Cove River.
El territorio tradicional del pueblo Cammeraygal se encuentra en lo que hoy en día es la parte baja de North Shore de Port Jackson, centrada en Manly Cove.

## Idioma
El idioma dharuk (o eora) ha sido reconstruido a partir de la variedad de notas tomadas por los primeros colonos, aunque es posible que no haya habido una tradición oral continua por más de cien años. Algunas de las palabras de origen aborigen que aún se utilizan hoy en día provienen del idioma eora (posiblemente dharawal) son: dingo, woomera, wallaby, wombat, waratah, y bookbook (búho).

## Estilo de vida
Los Eora tradicionales vivían más que todo en áreas costeras y vivían por lo general de los frutos del mar. Eran expertos en la navegación cerca de la costa, la pesca, la cocina y comían en las bahías y ensenadas en sus canoas de madera. Los Eora no practicaban la agricultura; aunque las mujeres recolectaban hierbas que eran utilizadas en remedios de hierbas. Los Eora eran un pueblo muy espiritual. Creían que dentro de todo, sin importar lo que fuera, habitaba un espíritu viviente que lo mantenía en existencia y algo solo podía ser expulsado de este mundo si el espíritu interior era destruido. También creían que si su tierra les era arrebatada, todos los espíritus en esa tierra morirían.

## Desaparición
Cuando la Primera Flota de 1.300 convictos, guardias y administradores llegó en enero de 1788, los Eora contaban con una población de unos 1.500. La varicela, junto con la destrucción de sus fuentes naturales de comida causaron que un 70 por ciento de los Eora murieran en el siglo dieciocho.  Las circunstancias del brote de varicela han sido detalladas por Christopher Warren en el Journal of Australian Studies. Otros patógenos y virus, además de la violencia en la frontera, continuaron reduciendo la población del territorio Eora a lo largo del siglo diecinueve.

## Personas notables
Bennelong, un Wanegal del pueblo Eora,  sirvió como intermediario entre la colonia británica en Sídney y el pueblo Eora durante los primeros años de la colonia. Recibió una choza de ladrillos en lo que más adelante sería conocido como Bennelong Point en donde hoy en día se encuentra la Ópera de Sídney. Viajó a Inglaterra en 1792 junto con Yemerrawanie y regresó a Sídney en 1795. Su esposa, Barangaroo, fue una importante mujer Cammeraygal de los primeros años de Sídney y una poderosa y pintoresca figura en la colonización de Australia. Ha sido conmemorada en el nombre del suburbio de Barangaroo, en la parte oriental de Darling Harbour. Ni Bennelong Point ni Barangaroo están ubicados en territorios tradicionales Wanegal o Cammeraygal.

## Más información
- Kurupt, Daniel, ed. (1994). The Encyclopedia of Aboriginal Australia. Aboriginal Studies Press. ISBN 0-85575-234-3.
- Thieberger, N; McGregor junior, W (eds.). «Sydney language». Macquarie Aboriginal Words.